# 烟曲霉文B
烟曲霉文B是一种含氮有机化合物，化学式C16H20N2O，属于烟曲霉文类麥角靈衍生物。